# Ворог народу (Чорне дзеркало)
«Ворог народу» (англ. Hated in the Nation) — шостий та останній епізод третього сезону серіалу Чорне дзеркало. Головні ролі виконали Келлі Макдональд, Фей Марсі та Бенедикт Вонг. Сценарій епізоду написав творець серіалу Чарлі Брукер. Прем'єра відбулася на каналі Netflix 21 жовтня 2016.

## Сюжет
Старшого детектива-інспектора Карін Парк (Келлі Макдональд) допитують у справі, яку вона розслідувала. 15 травня минулого року журналістка Джо Паверс (Елізабет Беррінгтон) знайдена мертвою із розрізом на горлі. Незадовго до цього Паверс отримала багато погроз в інтернеті через публікацію критичної статті щодо самогубства активіста з інвалідністю. Карін розслідує смерть Паверс і отримує нову партнерку, Блю (Фей Марсі), яку перевели з відділу кібер-судмедекспертизи. Спочатку Парк вважає, що Паверс убив чоловік, але згодом відхиляє цю думку.
Парк з'ясовує, що Паверс була обрана ціллю через гештеґ #ХайПомре, який використовувався для людей, що потрапили під осуд громади. Розтин Паверс показує, що в її мозку знаходиться Автономний Комахо-Дрон (АКД), розроблений, щоб замінити вимерлих справжніх бджіл. АКД були розроблені компанією Granular, і її працівник Расмус (Йонас Карлсон) виявляє, що їх хакнули. Він разом із агентом Національної кримінальної агенції Шоном Лі (Бенедикт Вонг) долучається до розслідування. Наступного дня гине репер (Чарльз Бадалона), який також став мішенню в інтернеті. У його мозку так само виявляють АКД. Парк і Блю встановлюють зв'язок між смертями та сайтом, який агітує зіграти у «гру наслідків» у Твіттері — користувачі можуть обрати людину для вбивства, публікуючи твіти з гештеґом #ХайПомре. Парк та її команда намагаються врятувати наступну жертву (Голлі Демпсі), але їм це не вдається. Блю здогадується, що АКД знаходять жертву, використовуючи програму для розпізнавання облич, а це можливо тільки якщо Granular має доступ до урядових записів. Лі визнає, що уряд використовує АКД для спостереження за людьми.
Використання гештеґу #ХайПомре швидко зростає після того, як люди дізнаються, що ця «гра» насправді вбиває людей. Ситуація стає критичною, коли наступною жертвою має стати чинний канцлер скарбниці (Бен Майлз). Парк розмовляє зі співробітницею Granular, яка намагалася накласти на себе руки через онлайн-погрози, але її співмешканець Ґарретт Скоулз (Дункан Пау), який також працював на Granular, врятував її. Підозри Парк підтверджуються, коли усередині АКД, що була в мозку Джо Паверс, знаходять маніфест, написаний Ґарреттом: він хотів змусити людей відповісти за їхні вчинки і не ховатися за анонімністю в інтернеті. Ґарретт залишив країну за шість місяців до цього, але маніфест включає селфі, зняте на його телефон, тож Блю вдається з'ясувати його розташування.
У сховку Ґаррета вдалося знайти жорсткий диск, який містить програму для відправки АКД. Після підключення до системи АКД, вона завантажує список усіх, хто будь-коли використовував гештеґ #ХайПомре. Список включає імена та обличчя. Парк швидко здогадується, що Ґарретт використовував відомих людей як приманку. Насправді його планом було використати АКД, щоб убити людей з цього списку. Блю та Расмус намагаються вимкнути систему, але Парк вирішує, що Ґарретт завів їх у пастку і «деактивація» може насправді виявитись командою до вбивства. Попри інструкції Парк, агент Лі вимикає систему, і теорія Парк підтверджується: АКД направлені убити 387,036 людей зі списку.
У нинішньому часі Парк у суді пояснює, що Блю зникла і, ймовірно, вчинила самогубство. Через цю справу Парк сама стала людиною, яку ненавидить громадськість. Вона отримує повідомлення від Блю, яка насправді жива і таємно працює з Парк, аби вистежити Ґарретта. Блю знайшла його за кордоном і пише Парк, що він нарешті «Попався».

## Виробництво
За словами Чарлі Брукера, натхненням для епізоду послужили трилери в жанрі Скандинавський нуар на кшталт Замок та Убивство. Також епізод завдячує появою книзі Джона Ронсона «Отже, вас принизили публічно». При тривалості у 89 хвилин це найдовший епізод Чорного дзеркала. У жовтні 2016 Брукер заявив, що в епізоді є персонажі, які можуть з'явитися у майбутньому. Сам Чарлі Брукер піддався публічному осуду у 2004 році, коли написав у The Guardian критичну статтю про Джорджа Буша «Лі Гарві Освальд, Джон Гінклі — де ж ви, коли ви так потрібні?»

## Відгуки
Адам Читвуд з сайту Collider зауважив, що епізод вийшов «найбільш тематично відповідним із усіх нових епізодів» і що він «розкриває соціальні медіа із їхньої найстрашнішої сторони — повної відсутності відповідальності». Сучандріка Чакрабарті з Daily Mirror оцінила епізод на 5/5, описавши його як «дивовижний, він змушує себе дивитись».

## У реальному житті
У лютому 2017 року японський «Національний інститут передових промислових наук та технологій» повідомив про створення міні-безпілотників, що здатен замінити бджіл для запилення рослин. Саме ця технологія вперше була описана у цьому епізоді «Чорного дзеркала».